# Осада Сиракуз (311—309 до н. э.)
Осада Сиракуз войсками карфагенян и союзных им сицилийцев под руководством Гамилькара проходила в период с 311 по 309 год до н. э. После поражения сиракузян под командованием Агафокла в битве при Гимере карфагеняне начали осаду города с суши и с моря. Сиракузский тиран принял смелое решение. На шестидесяти триремах с войском Агафокл в 310 году до н. э. смог покинуть город и уплыл в сторону Африки. Там он нанёс врагу ряд поражений, после чего к нему примкнули некоторые из бывших союзников Карфагена.
К Гамилькару отправили гонцов с требованием отправить часть войска в Африку. В ходе неудачного штурма в 309 году до н. э. карфагенский военачальник попал в плен. Его провели по городу и казнили. От карфагенского войска отложились ранее союзные им сицилийцы. Карфагеняне были вынуждены отправиться домой в Африку, где продолжала успешно действовать армия Агафокла.

## Предыстория
В 311 году до н. э. враги сиракузского тирана Агафокла обратились за помощью к Карфагену с просьбой вмешаться до того, как сиракузяне завоюют всю Сицилию. Карфагеняне осознали степень опасности объединения Сицилии под руководством одного человека и вступили в войну. Главнокомандующим назначили одного из наиболее выдающихся военачальников Гамилькара. Ему предоставили войско и 130 трирем, на которых он отплыл на Сицилию. По прибытии Гамилькар присоединил к своей армии отряды союзных ему островитян, а также войска подконтрольных Карфагену городов.
В битве при Гимере войско Агафокла потерпело поражение. Сиракузский тиран, собрав уцелевших солдат, отступил в Гелу. Сначала он думал об отступлении в Сиракузы, но после скорректировал планы. Он решил остаться в Геле, чтобы отвлечь войско Гамилькара от похода на Сиракузы, в окрестностях которых шёл сбор урожая. Сначала карфагеняне решили начать осаду Гелы, но вскоре увидели её бесперспективность. В городе имелся избыток запасов еды, и он мог длительное время выдерживать осаду.
Тогда Гамилькар снял осаду с Гелы и стал занимать подчинённые Агафоклу города и укреплённые пункты. На сторону Гамилькара перешли все бывшие подконтрольные Сиракузам города. Агафокл с остатками своего войска вернулся в Сиракузы, куда затем подошли карфагеняне с союзниками.

## Осада
По прибытии в Сиракузы Агафокл, согласно Диодору Сицилийскому, забрал имущество сирот у опекунов, позаимствовал деньги у купцов, а также женские драгоценности и храмовые сокровища. Большинство богатых людей были недовольны такими мерами. Агафокл собрал Народное собрание, где предложил всем, кто не готов испытывать судьбу и страдания, связанные с осадой, покинуть город. Когда враги и недоброжелатели тирана покидали город, он послал за ними наёмников, которые убили отступавших из Сиракуз. После этого имущество убитых было конфисковано. Одновременно были освобождены годные к военной службе рабы. Среди других приготовлений к осаде провели работы по укреплению городских стен.
Агафокл, хоть и вернулся со своими солдатами в Сиракузы, а также путём конфискаций и грабежа населения наполнил казну, находился в крайне тяжёлом положении. Его враги захватили всю Сицилию, союзники перешли на сторону Карфагена, войск было недостаточно, чтобы попытаться вступить в бой с армией у стен Сиракуз. В довершении к этому город был блокирован с моря. Тогда Агафокл принял смелое решение: самому напасть на владения Карфагена. Римский историк III века н. э. Юстин так описывает произошедшее: «Поистине это была удивительная смелость — ведь он пошел войной на столицу тех, с которыми и на территории собственного своего города не смог равняться силой; он, который не мог защитить своего [владения], напал на чужое, он, побежденный, насмеялся над победителями. Не менее удивительно, чем самый замысел, было его уменье соблюдать тайну. Народу он сообщил только, что нашел путь к победе; пусть они наберутся стойкости для перенесения непродолжительной осады». Им были снаряжены шестьдесят кораблей. Какое-то время он ждал удобного момента, никого не посвящая в свои планы. Предполагали, что Агафокл собрался грабить соседние области Сицилии либо хочет спастись бегством в Италию. Гамилькар также не разгадал планы соперника, но на всякий случай блокировал город с моря. Шесть дней сиракузские солдаты ожидали на кораблях. Потом, когда несколько судов с зерном пытались попасть в город, карфагенский флот отвлёкся на их преследование. Увидев, что устье гавани свободно, Агафокл приказал кораблям на предельной скорости выйти в море. Дата этого события — 14 августа 310 года до н. э. — известна точно, так как, согласно античным источникам, на следующий день произошло солнечное затмение, время которого возможно высчитать с предельной точностью.
Своим заместителем на время отсутствия Агафокл оставил брата Антандра, а командующим остававшимися в городе наёмниками — этолийца Эримнона. Флот Агафокла благополучно достиг африканского побережья. Войско сиракузского тирана захватило несколько городов, победило наспех собранное карфагенское войско в битве при Белом Тунисе. В сражении погиб один из военачальников Ганнон. Результаты битвы оказали обескураживающее воздействие на граждан Карфагена и воодушевили сицилийцев. Спустя короткое время на сторону сиракузского тирана перешли ряд бывших союзников Карфагена. К Гамилькару, который осаждал Сиракузы, отправили гонцов с требованием дать подкрепления.
Гамилькар решил попытаться захватить осаждаемый город хитростью. Он приказал посланникам молчать о том, что на самом деле произошло в Африке, а сам стал распускать слухи о полном поражении Агафокла. Военачальник отправил послов в Сиракузы. Послы несли носы сожжённых кораблей греческого флота, которые должны были подтвердить гибель армии Агафокла. Существуют два противоречащих друг другу рассказа. По одной версии, некий Диогнет начал сеять в городе панику. Антандр, которого Агафокл оставил руководить обороной на время его отсутствия, приказал арестовать смутьяна. По второй версии, Антандр на военном совете предлагал сдать город, а командующий наёмниками Эримнон убедил остальных держаться до тех пор, пока они точно не узнают, что же произошло на самом деле. Агафокл после победы распорядился построить два тридцативёсельных судна, посадил на них своих лучших моряков и отправил в Сиракузы. Когда вестовые корабли приближались к городу, их заметили сторожевые суда карфагенян и начали преследование. Жители города столпились на берегу и с интересом наблюдали за происходящим. Пока на море происходили эти события, Гамилькар решил воспользоваться ситуацией. Он послал своих лучших солдат с раздвижными лестницами к неохраняемой, по его мнению, части стены. Карфагеняне смогли незамеченными подойти к оборонительным сооружениям и даже подняться на стену. Однако вскоре их обнаружили. В завязавшейся битве карфагенян уничтожили до того, как к ним на помощь подошло подкрепление. Огорчённому Гамилькару ничего не оставалось, как прекратить штурм и продолжить осаду. Также он был вынужден отправить на помощь Карфагену 5 тысяч своих солдат.
На следующий 309 год до н. э. Гамилькар вновь решился на штурм. Перед этим карфагеняне захватили Олимпиум на берегах Большой гавани и впадающей в неё реки Анапо на южных подступах к Сиракузам. Античные источники связывают выбор дня нападения то ли с пророчеством, то ли со сном Гамилькара о том, что на следующий день он будет обедать в Сиракузах. Сиракузяне узнали о планах врага. В крепости Эвриал расположились 3 тысячи пехотинцев и 4 сотни конников. Карфагеняне предполагали незамеченными подойти к стенам ночью. Впереди шла конница во главе с Динократом, за ней следовала выстроенная в две фаланги пехота под предводительством Гамилькара. Замыкала строй неорганизованная толпа, которая хотела поучаствовать в грабеже. Штурм был непродуманным. На узких и ухабистых дорогах в скалах отряды устроили шум и толкотню. В какой-то момент войска из Эвриала атаковали противника. С более выгодных позиций сиракузские лучники поражали штурмующие войска, а пехота вынудила отступить передние отряды. Отступающая конница внесла ещё большую сумятицу. В условиях узких проходов многие пешие воины были затоптаны собственными всадниками, солдаты падали с отвесных скал, в смятении и панике карфагеняне начинали сражаться друг с другом, принимая своих за врагов.

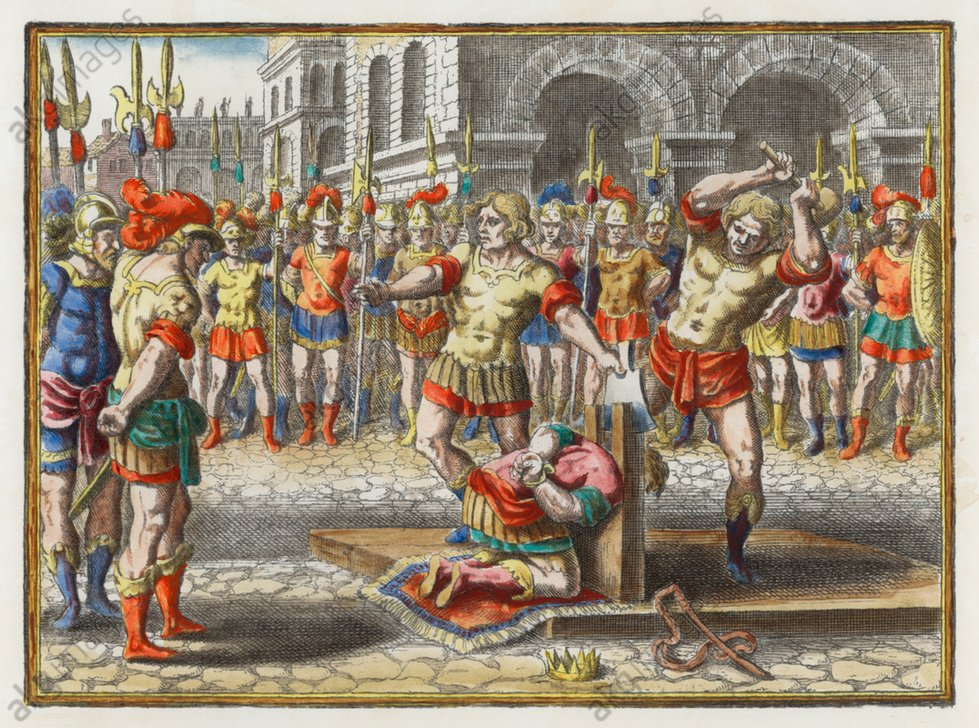
Казнь Гамилькара. Гравюра в книге Иоганна Филиппа Абелина 1630-х годов

Гамилькар во время паники сохранял самообладание. Он пытался сдержать отступающих. Сиракузяне, которые стали преследовать отступавших воинов противника, смогли взять его живым в плен. На следующий день они провели вражеского военачальника по городу и передали родственникам погибших. Таким образом, как отмечают античные источники, формально пророчество об «обеде в Сиракузах» сбылось. Граждане Сиракуз подвергли карфагенянина унижениям и прилюдно казнили, отрубив голову.
Диодор Сицилийский резюмирует осаду Сиракуз следующим образом: «Кто-то может не без основания отметит непостоянство судьбы и странный образ действий, которыми человеческие деяния оборачиваются вопреки ожиданиям. Так Агафокл, человек выдающегося мужества, который имел большую армию, сражающуюся в его интересах, не только был безоговорочно разбит варварами на реке Гимера, но он даже потерял сильнейшую и большую часть своей армии, в то время как гарнизон, оставленный в Сиракузах, и только небольшая часть тех, кто был ранее побеждён, не только взяли верх над карфагенский армией, осаждающей их, но даже захватили живым Гамилькара, самого известного из граждан Карѳагена. И что самое удивительное, сто двадцать тысяч пехотинцев и пять тысяч всадников были разбиты в битве небольшим по численности врагом, который привлёк хитрость и местность на свою сторону; так что говорят правду, что на войне много пустых тревог». Современный антиковед Ф. Э. Рэй-младший оценивает размеры армии Гамилькара, которая могла участвовать в штурме Сиракуз, значительно скромнее. Согласно его подсчётам, она состояла из 4 тысяч африканских копейщиков, 16—20 тысяч сицилийских гоплитов, тысяч 10—12 лучников, преимущественно варваров, и 4—4,5 тысячи конницы.

## После неудачного штурма карфагенян
На следующий день войска, осаждавшие Сиракузы, сгруппировались. Греческие союзники карфагенян избрали своим предводителем Динократа и отложились от карфагенской армии. В это время жители Акраганта, осознав, что как Карфаген, так и Сиракузы ослаблены, решили сами стать главной силой на Сицилии. Они избрали военачальником некоего Ксенодика, который захватил находящийся под контролем Карфагена город Гела. Согласно Диодору, разбитые и упавшие духом карфагеняне отправились домой, где успешно действовала армия Агафокла. Юстин же утверждает, что остатки карфагенской армии потеряли бдительность и были перебиты сиракузянами во главе с Антандром. В любом случае, осада с суши была снята. Хоть карфагеняне и потерпели поражение под Сиракузами, они сохраняли превосходство на море, затрудняя поставки в город продовольствия.